# Breuschwickersheim
Breuschwickersheim ist eine französische Gemeinde mit 1337 Einwohnern (Stand 1. Januar 2021) im Département Bas-Rhin in der Europäischen Gebietskörperschaft Elsass und in der Region Grand Est. Sie liegt ungefähr elf Kilometer westlich von Straßburg.

## Geschichte
Der Ort wurde 788 als Wigfridasheim erstmals schriftlich erwähnt.

## Wappen
Wappenbeschreibung: In Gold und Rot geteilt; unten ein silberner Balken.

## Bevölkerungsentwicklung
| Jahr      | 1962 | 1968 | 1975 | 1982 | 1990 | 1999 | 2007 | 2013 |
| Einwohner | 547  | 630  | 1103 | 1183 | 1098 | 1090 | 1212 | 1274 |

## Sehenswürdigkeiten
- Das Schloss aus dem 15. bis 17. Jahrhundert gehörte einst der Familie von Manteuffel und ist ein Monument historique.[1]
- Die Lutherische Marienkirche aus dem 13./14. und frühen 18. Jahrhundert ist in das Inventar des Kulturerbes eingetragen.[2]
- Im Ort stehen zahlreiche Fachwerkhäuser, die ebenfalls in das Inventar des Kulturerbes eingetragen sind.

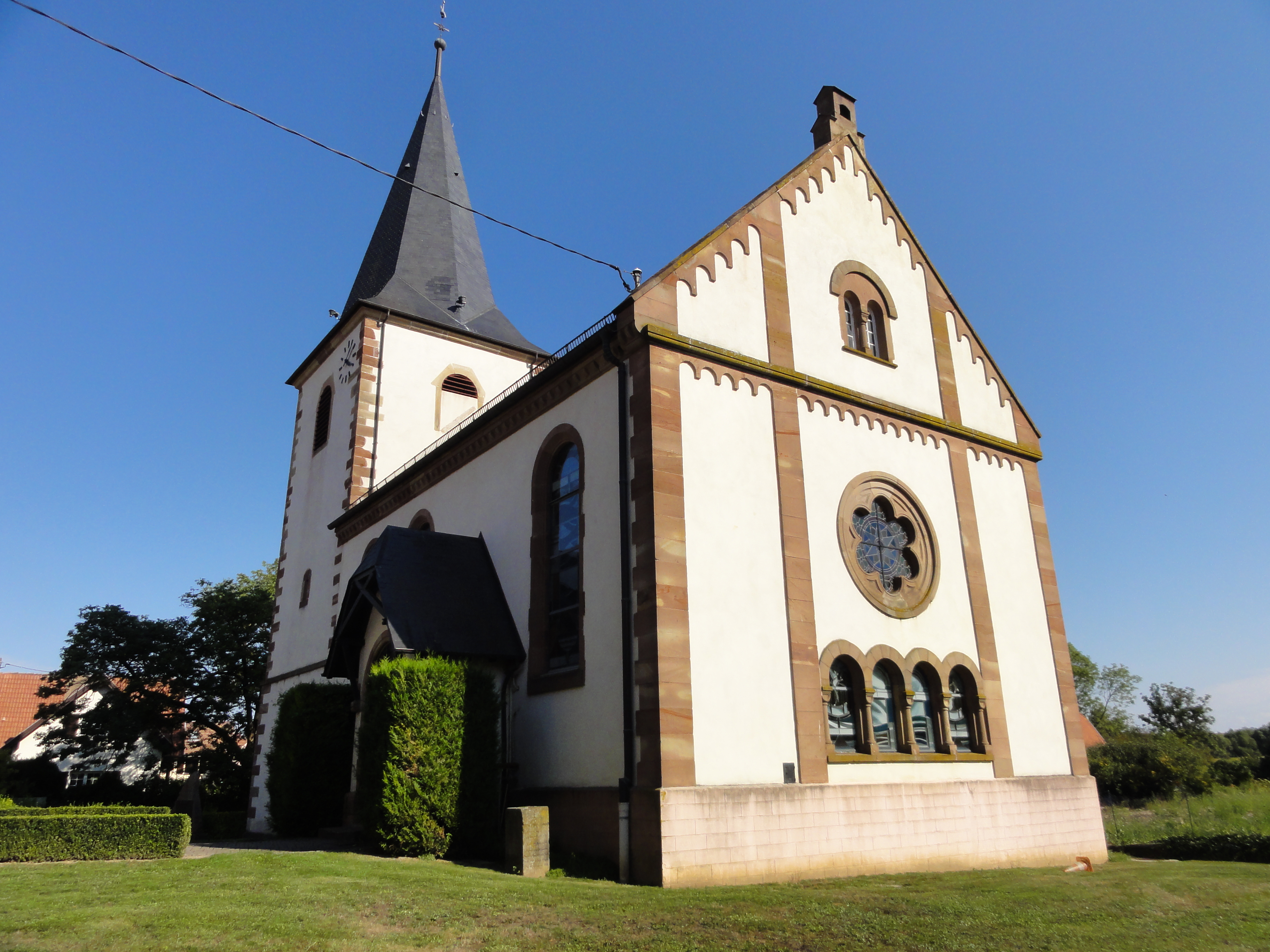
Lutherische Marienkirche
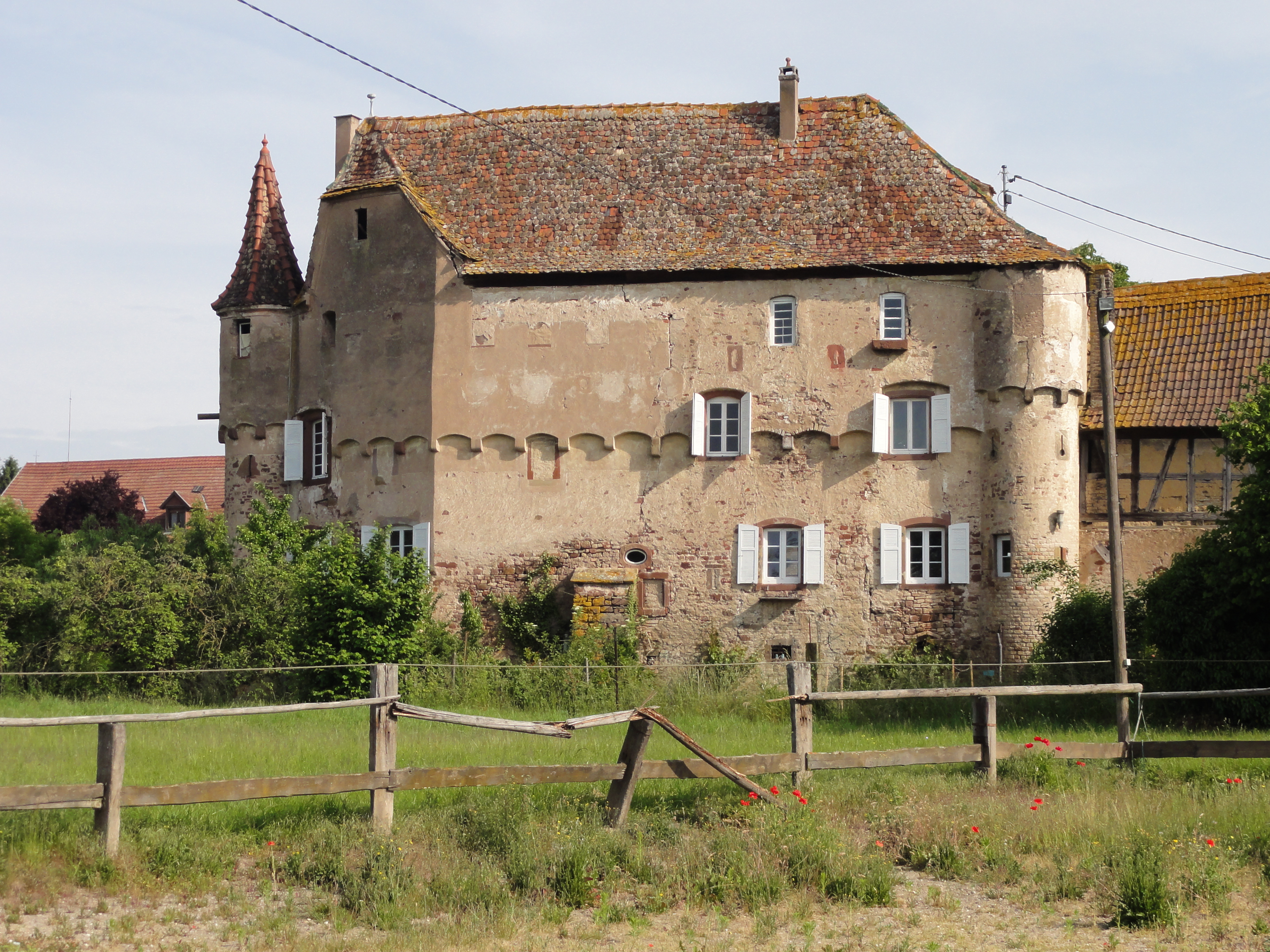
Schloss Breuschwickersheim
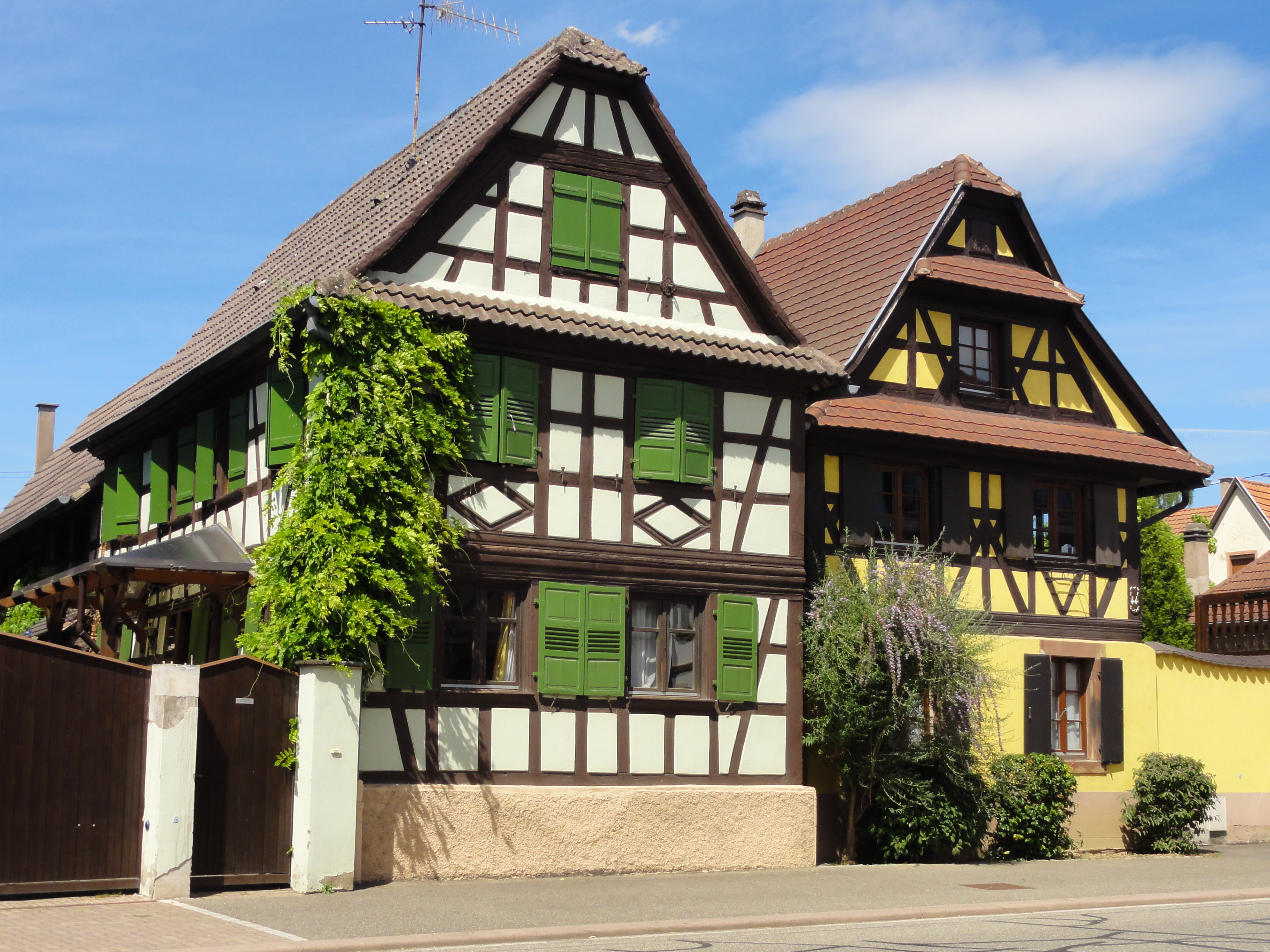
Fachwerk in der Rue Principale